# Crambus elongatus
Crambus elongatus là một loài bướm đêm trong họ Crambidae.